# Campestre (Minas Gerais)
Campestre is een gemeente in de Braziliaanse deelstaat Minas Gerais. De gemeente telt 20.854 inwoners (schatting 2009).

## Aangrenzende gemeenten
De gemeente grenst aan Bandeira do Sul, Botelhos, Caldas, Divisa Nova, Ipuiúna, Machado, Poço Fundo, Santa Rita de Caldas en Serrania.